# Vejnemöjnen
Vejnemöjnen (Väinämöinen, Vejnemö, Väinölä, Väinö, Vejnő, Vejne, Kalevainen, Uvantolainen) a finn mondák központi hőse. Sámán, varázsló, költő, énekes, aki a világ teremtésében is részt vett.

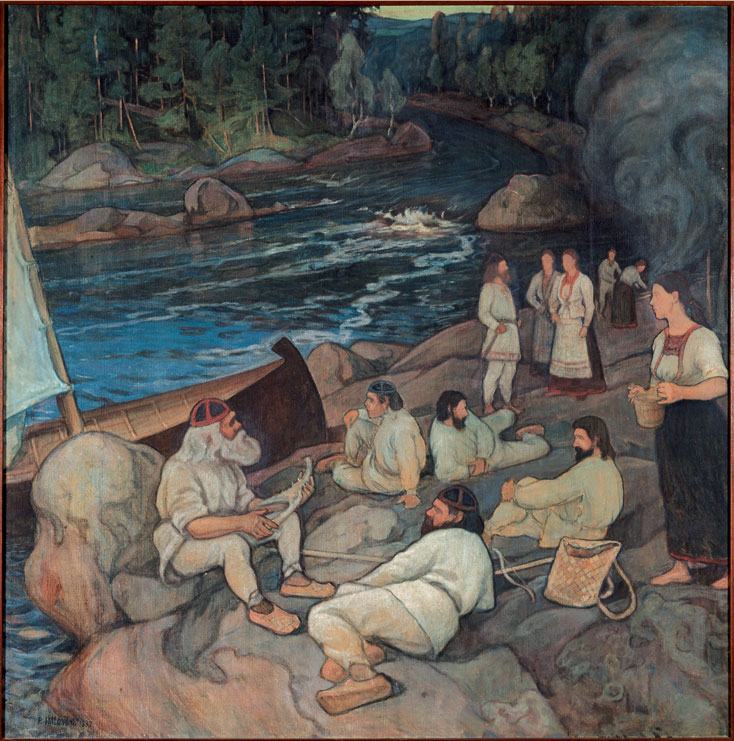
Pekka Halonen: Vejnemöjnen

 

## Vénséges vén Vejnemöjnen
Nevének jelentése arra utal, hogy valaha vízi istenség lehetett.
Vejnemöjnen ősidőktől fogva létezik, a világmindenséggel együtt született. Anyja, Ilmatár, az ég leánya (ilma= ég, levegő), ki a fúvó szelektől lett állapotos, 30 emberöltőig (700 év) hordja szíve alatt gyermekét. Vejnemöjnen meglett, szakállas férfiként jön a világra. Anyja öléből egyenesen a tengerbe pottyan, s még 8 hosszú évet kell ott töltenie. Mikor végre kijöhet a szárazföldre, hamar híre megy varázsverseinek, csodás énektudásának. Joukahajnen, a fiatal számi legény szeretné legyőzni a dalversenyen, de alulmarad Vejnemöjnennel szemben, s váltságdíjul kénytelen odaígérni húgát, Ajnót. A fiatal lány azonban nem akar az agg énekes felesége lenni, inkább kimegy a tengerpartra, s vízbe öli magát.
 
Vejnemöjnen második lánykérése is sikertelen. Pohjolába (Északhon) megy, hogy megkérje Louhi, a boszorkány világszép leányának kezét, de a menyasszony kikosarazza.
 
A szampó, a csodamalom  birtoklásáért folytatott harc során hosszú utazás és sok kaland vár még rá és két társára Ilmarinenre, a kovácsra és a léha Lemminkejnenre.

Vejnemöjnen személyisége rendkívül összetett. Állandó, eposzi jelzője: vaka, vanha, amit Vikár Béla: komoly, öreg ; Nagy Kálmán: derék, öreg ; Rácz István pedig: vénséges vénnek fordított.
 Vejnemöjnen volt az öröktől való titkok tudója, gyógyító, varázsló, sámán, de ami a legfontosabb, ő volt a legnagyobb dalos, a legcsodálatosabb énekmondó. Az „ősidők örök dalosa”, ha kezébe vette halcsontból készített lantját, a kantelét, és dalolni kezdett:

„Tó kicsapott, a föld rengett,
 
Rézhegyek is megreszkettek,

Szétrobbantak roppant szirtek,

Nagy kőszálak szerte szálltak,

Parti kövek kettéváltak.”

		(Vikár Béla fordítása)
Máskor szívhez szóló volt az ének:

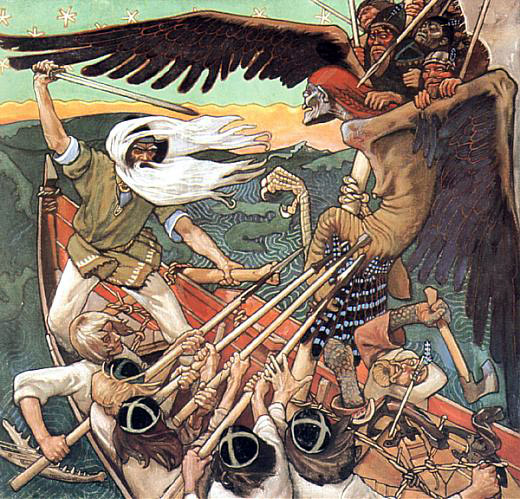
Akseli Gallen-Kallela: A Szampó védői

„Vénséges vén Vejnemöjnen dalol egy nap másnap is még:

nem akadt egyetlen ember, sem híres hős, sem vén vitéz,

férfiember, férjes asszony, fodros fürtű kis hajadon,

kinek könnye ne csordulna, lelke már el ne lágyulna.”

					(Rácz István fordítása)
A dal főszerepet játszik az eposzban. A szó, a varázsige, a vers, a zene csodás hatalommal bír. Énekelni, dalolni, a Kalevalában gyakran annyit jelent, mint varázsolni.
 
Mikor a csodamalmot, a szampót vissza akarják szerezni, Vejnemöjnen dala megnyitja a várkaput, s elgyengíti, elaltatja Pohjola népét. A Kalevalában az ellenfelek, sokszor nem fegyveres párbajra hívják ki egymást, hanem dalversenyre.

Vejnemöjnen mielőtt a kanteléhez nyúl, megmossa a kezét, majd kiül az „örömkőre”, a dalszirtre, és énekelni kezd. Ez egy szertartás. Érezni lehet, hogy itt valami fontos, komoly, szent dologról van szó. Élő és élettelen, az ég és a föld minden lakója elragadtatva hallgatja zenéjét.

De Vejnemöjnent nem csak hősként látjuk, néha csetlő-botló vénember, különösen, ha lányokról, udvarlásról van szó. Tehát a hős egyben hús-vér ember is, így könnyű azonosulni vele.

Az eposz végén sok kaland és megpróbáltatás után, Vejnemöjnen átadja hatalmát Marjatta (Mária) fiának, a terjedő kereszténységnek, s egy rézcsónakon elevez a tengeren az ég és a föld találkozásához. De kincseit nem viszi magával:
„Hárfáját ím hátrahagyta,

Szép zenéjét finn fiakra,

Népének örök örömét,

Nagy dalait nemzetére.”
 
	(Vikár Béla fordítása)
Sík Sándor írja Az olvasás tudománya című könyvében: „… íme egy eposz, – az egyetlen az egész világon –, amely szemlélete művészetközpontú, irodalomközpontú.”